# جعفرآباد (زرندیه)
جعفرآباد یک روستا در ایران است که در دهستان حکیم‌آباد شهرستان زرندیه واقع شده‌است.